# Маєток Сави Альховського
Маєток Сави Альховського — житловий будинок ХІХ століття, пам'ятка архітектури національного значення (охоронний № 700 0). Будинок № 26 розташований у центрі Харкова, на Благовіщенській вулиці.

## Історія
Маєток Сави Альховського збудовано у 1840-х роках. Архітектором, ймовірно, був Васильєв Євген Олексійович. Садівник Імператорського харківського університету Цетлер розбив на території садиби регулярний парк. Після смерті Сави будинок перейшов до його сина Петра. У другій половині XIX століття він зводить за проєктом Тона Андрія Андрійовича дві двоповерхові прибудови, що руйнують первісні пропорції. Пізніше будинок перейшов у володіння Альховської Марії Лукінічної. У 1920-х роках будівля була націоналізована, у ній розмістилися комунальні квартири.

## Опис
Споруда є типовим прикладом багатої міської садиби. Головний фасад звернений у двір, де колись був сад. Там зберігся одноповерховий флігель, а двір замкнутий театром Муссурі та житловим будинком початку XX століття.
Посеред дворового фасаду знаходиться високий чотириколонний портик із балконом. Колони оздоблені коринфськими капітелями, але пологий фронтон і парапет над портиком були втрачені.
З боку вулиці фасад будівлі досить типовий і є менш цікавим для розгляду. Будівля примикає до червоної лінії вулиці. Початково, центральна частина була на так звані «9 вікон», але її продовжили в середині XIX століття в обидві сторони, що значно погіршило загальні пропорції будівлі. Цент, який раніше урівноважував споруду за рахунок невеликого піднесення з фронтоном і балконом, зрівнявся з правою і лівою частинами.